# Edificio Arauco (Concepción)
El Edificio Arauco, ubicado en calle Cochrane N° 891 y 875, en Concepción, Chile, es una edificación aislada con destino habitacional de cinco pisos construida entre el 3 de enero de 1962 y el 22 de enero de 1963. Su diseño corresponde a los premios nacionales de arquitectura Emilio Duhart y Roberto Goycoolea, y su estilo se enmarca dentro de la arquitectura moderna presente en Latinoamérica, característico del sector centro de Concepción.

## Historia

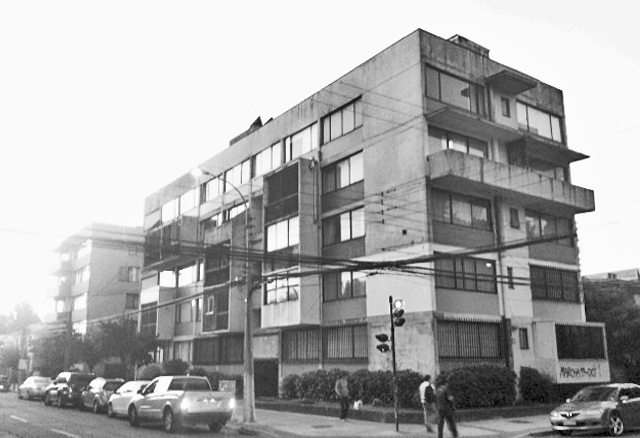
El edificio Arauco en diciembre de 2011

Los dueños del terreno y mandantes del proyecto fueron los integrantes de la familia Montalva, oriunda de la Provincia de Arauco. La idea principal era generar una vivienda colectiva en altura con un diseño vanguardista. Para lograrlo, contactaron al arquitecto Emilio Duhart. Dentro de las condicionantes, el proyecto también debía proporcionar una contrarrespuesta al terremoto de Valdivia de 1960 con una modulación y calidad estructural excepcional, ya que en la sociedad de esa época aún reinaba la inseguridad colectiva de habitar en altura dado a la catástrofe vivida un año antes.

## Diseño

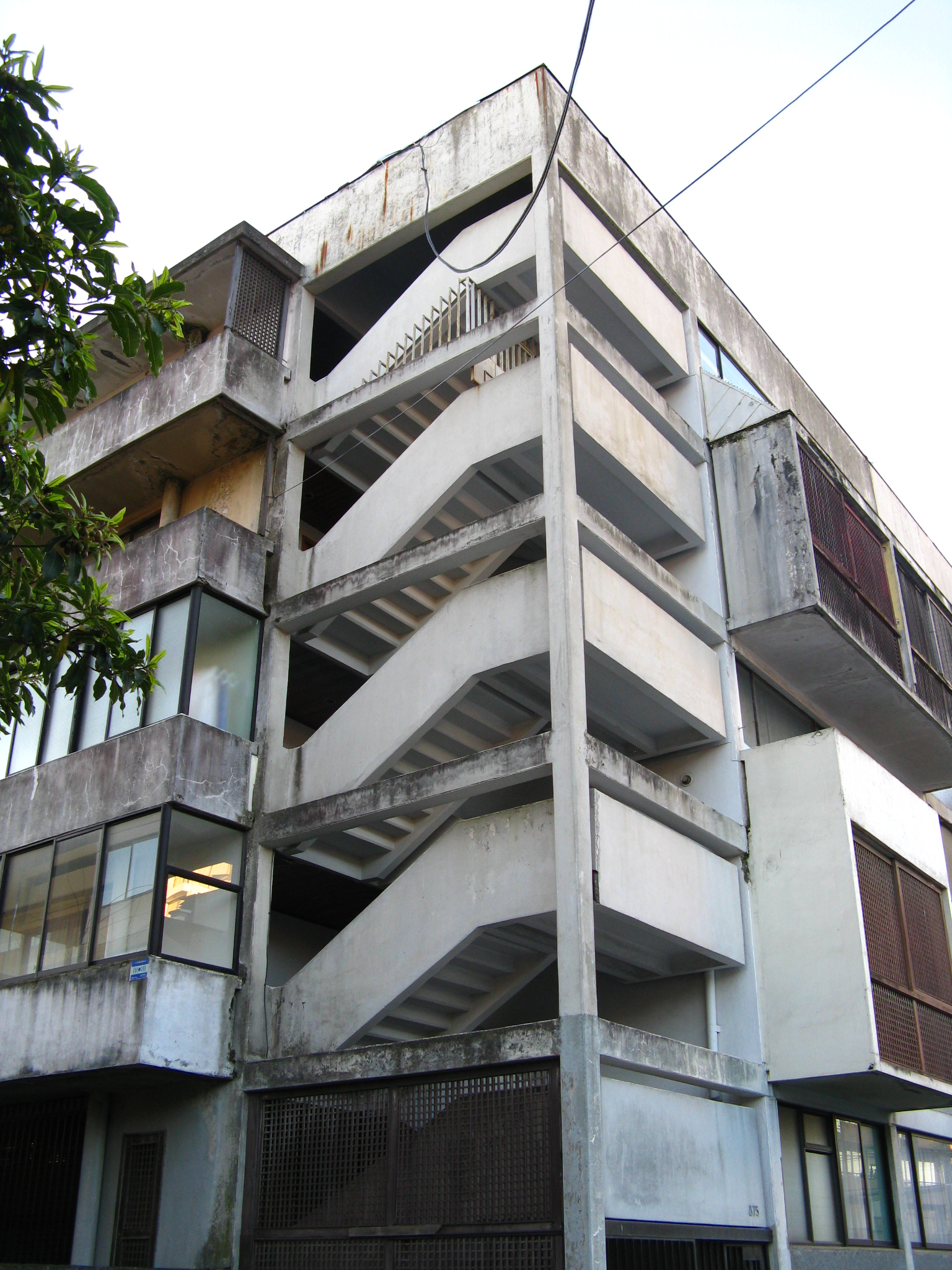
Escaleras exteriores del edificio

Dentro de las características y requerimientos arquitectónicos se plantearon diecisiete unidades habitables en cinco niveles, cada una de las cuales debía ser distinta a la otra, de manera de materializar una comunidad con diecisiete departamentos distintos, con metros cuadrados habitables  y  orientaciones geográficas variables. La idea de unificar estas diferentes características y requerimientos proporciona una identidad única y propia a cada habitante dentro del edificio.